# Lluita de classes

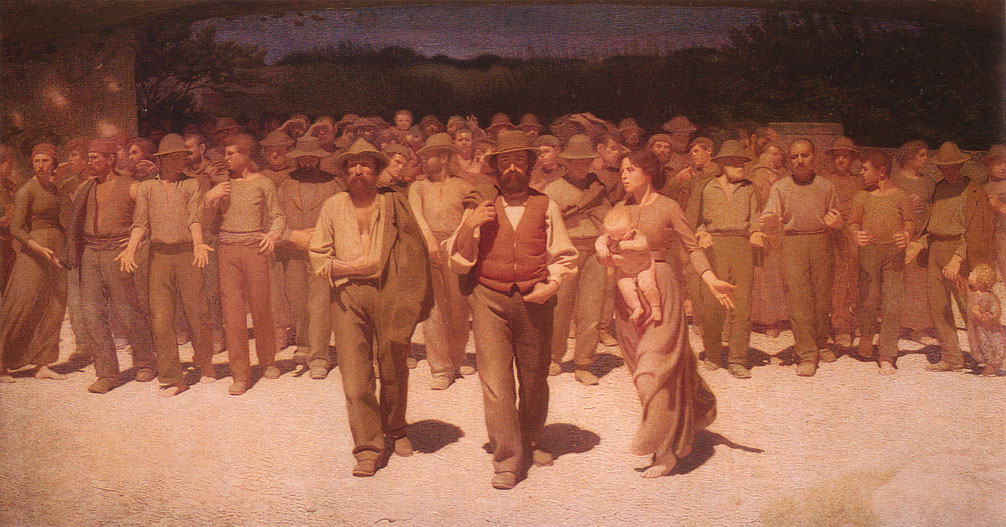
El Quart Estat quadre de Giuseppe Pellizza da Volpedo, 1901. El quart estat del títol de la pintura fa referència a la classe més pobre de la societat (descamisats urbans i pagesos sense terra) de la Revolució Francesa, que se situava per sota de la burgesia, el tercer estat, que juntament amb el clergat i la noblesa formaven els tres estaments tradicionals de l'antic règim.

La lluita de classes és un concepte que fa referència a la contraposició i diferències d'interessos polítics i socials entre les diferents classes socials, en especial entre la classe obrera i la classe pertanyent al poder (burgesia, aristocràcia, grans empresaris, terratinents i banquers) o capitalista. Aquest concepte apareix a partir del segle XIX i és fonamental en el marxisme o materialisme històric.
Segons Karl Marx i Friedrich Engels, a través de la història les persones han tractat d'organitzar-se en diferents tipus de societats sota la tensió causada per pobres i rics, homes lliures i esclaus, patricis i la plebs, senyors feudals i serfs, mestres de corporacions i oficials, i finalment entre el capital i el proletariat. En El manifest comunista del 1848, Marx i Engels defensen que els proletaris no poden ser sotmesos a una pàtria particular i que les divisions estatals, nacionals i/o culturals que els oposen són simples diversions respecte al conflicte central: la lluita de classes que oposa el treball al capital en el marc mundial del capitalisme. Per a Marx i Engels la lluita de classes és el motor de les transformacions de les societats i de la història moderna. La classe dominant de la societat capitalista és la burgesia (o classe capitalista) que domina el proletariat. Així doncs, ambdós autors sostenen una visió conflictivista de la història i situen l'origen del conflicte social en la lluita de classes.
Aquesta visió de la història va ser adoptada per molts corrents sindicals, socialistes, comunistes, anarquistes, revolucionaris o reformistes dels segles XIX, XX i XXI, i va proporcionar un marc teòric a les lluites per a la millora de les condicions de vida dels treballadors.
La lluita de classes pot donar-se en tres camps que es poden combinar, tot i que en un moment o altre en pugui dominar un o l'altre: l'econòmic (amb vagues, disminució del ritme de treball i ocupació de fàbriques enfront del locaut, sancions, etc), l'ideològic (utilització dels mitjans de comunicació, de l’educació, etc) i el camp polític (lluita electoral, guerrilla i insurrecció armada contra la repressió estatal i policial).

## Perspectiva liberal
El concepte de «lluita de classes» aparegué  a la Sorbona el 1828 quan en François Guizot impartí el curs d'Història moderna sobre la història general de la civilització a Europa des de la caiguda de l'Imperi Romà fins a la Revolució Francesa on explica que «L'Europa moderna va néixer de la lluita de les diverses classes de la societat. La lluita de classes és un fenomen que té el seu origen en la conquesta franca del segle V fins a les revolucions de 1789 i de 1830. Aquesta formulacio es troba en la majoria dels historiadors francesos de la Restauració, en particular Augustin Thierry, autor sobretot d'un Assaig sobre la història de la formació i dels progressos del tercer estat (1853), Adolphe Thiers i François-Auguste Mignet. Aquests autors francesos s'inspiren en Jean-Baptiste Say o Antoine Destutt de Tracy.
En la línia d'aquests treballs, Charles Comte o Charles Dunoyer van distingir dues grans classes en la societat industrial: els productors de riqueses que abonen impostos (tercer estat) i els consumidors d'impostos (la noblesa). Els seus interessos de classe són clarament antagònics, ja que els primers desitgen menys impostos mentre que els segons estan a favor d'un augment de la imposició.

## Perspectiva marxista

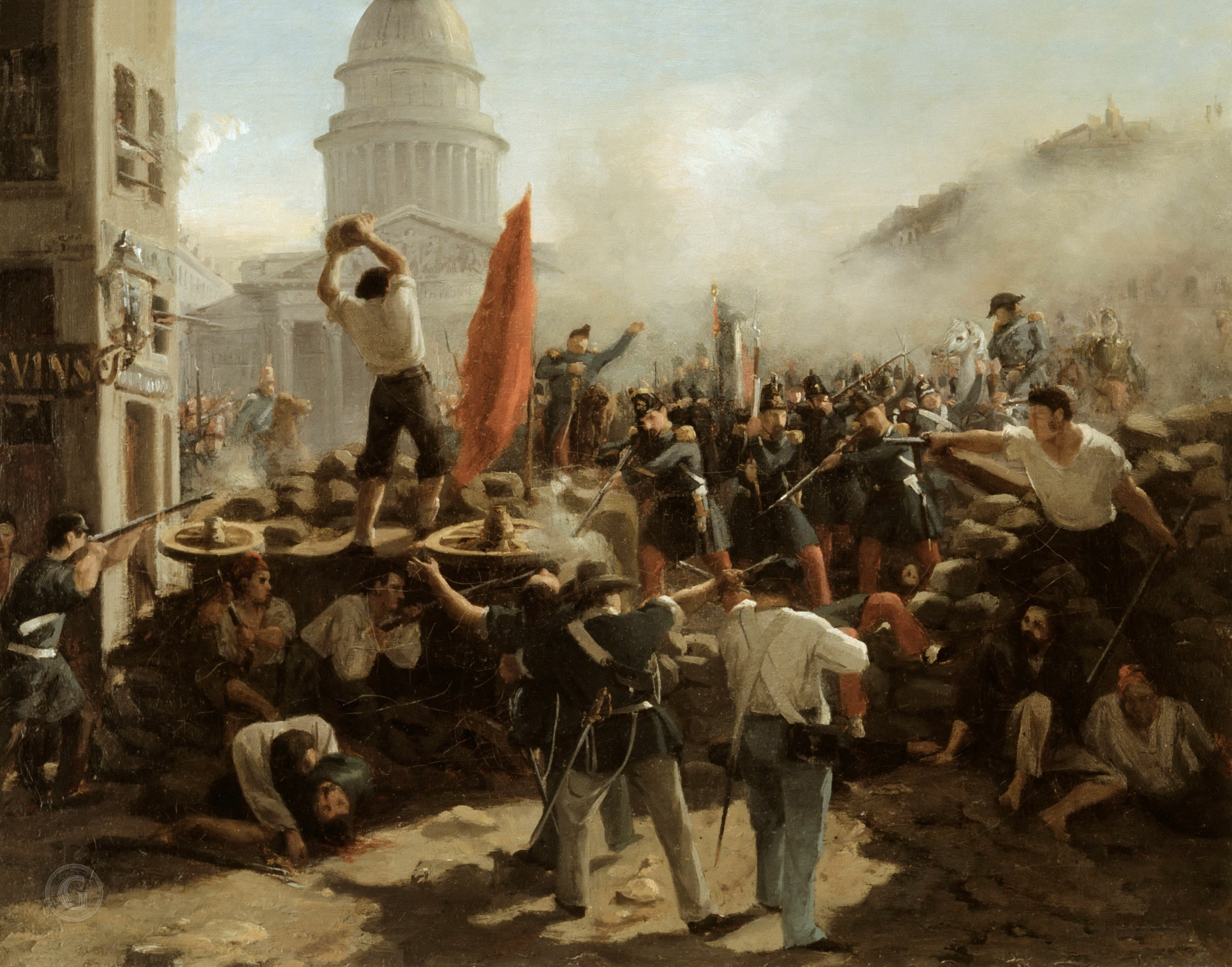
Barricada aixecada a Paris durant la Revolució francesa de 1848.

El marxisme ha desenvolupat una complexa teoria sobre la lluita de classes i la seva evolució històrica, on el Manifest del Partit Comunista de Marx i Engels en proporciona una introducció. Aquesta teoria va experimentar un gran entusiasme durant el segle XX i va influir en el destí d'un gran nombre de països. Marx i Engels es van inspirar en nombrosos filòsofs, economistes o historiadors, i van relacionar diferents conceptes per comprendre millor la societat i les seves estructures. El concepte de lluita de classes dels liberals, juntament amb una crítica de certs aspectes del pensament de Hegel i una concepció materialista de la història, són els elements que contribueixen a explicar els moviments històrics. El marxisme considera que la classe explotada (el proletariat) s'emanciparà enderrocant la dominació de la classe explotadora (la burgesia) per assolir la igualtat (la societat sense classes).
Segons Karl Marx la lluita entre classes socials és el motor de la història. És a dir, la relació dels diferents grups d'una societat amb els mitjans de producció és la base de la lluita de classes que conforma la història. Els que posseeixen el capital -fàbriques, maquinària i
grans sumes de diners- conformen una classe dominant. La resta de la població constitueix una classe de treballadors assalariats, o classe treballadora, que no posseeix els mitjans per a la seva pròpia supervivència i que, per tant, ha de buscar-se una ocupació que els hi proporcionen els que tenen el capital. En conseqüència, el capitalisme és un sistema de classes on el conflicte entre aquestes classes és constant.

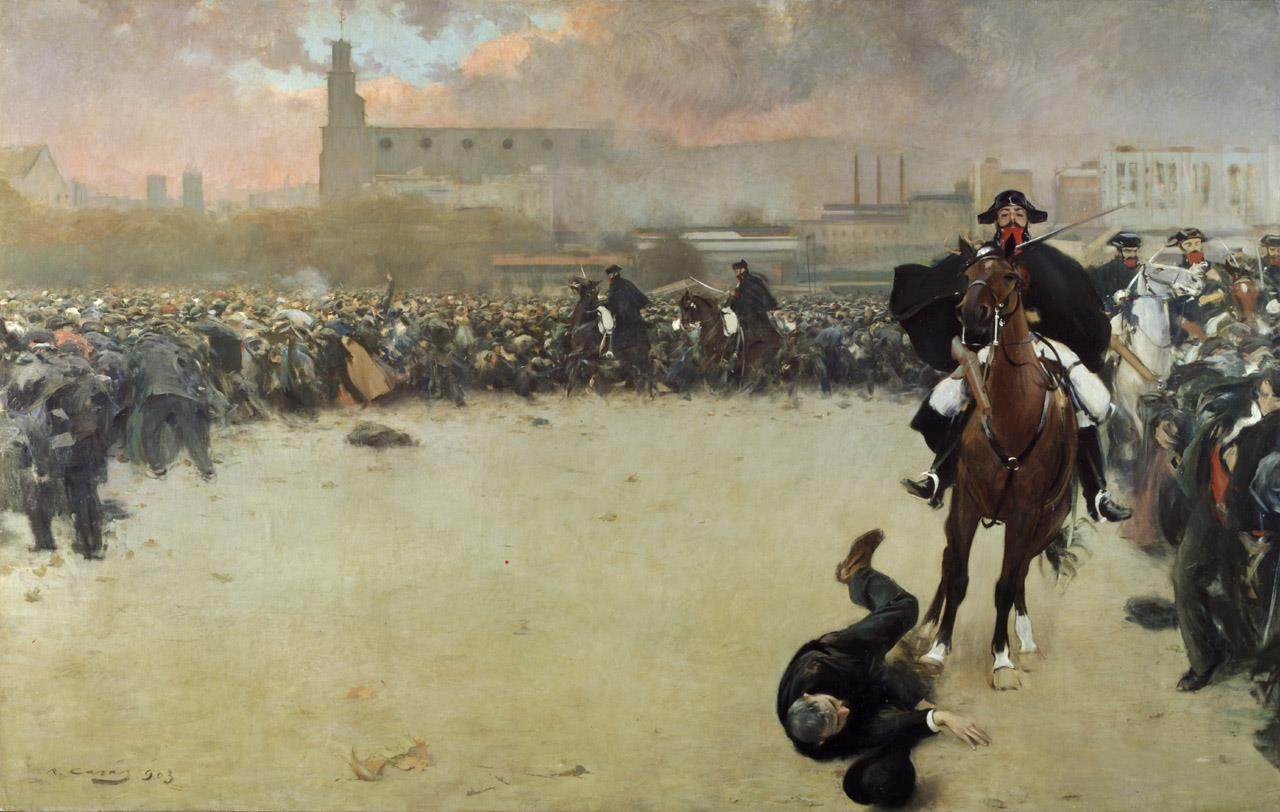
La càrrega, també coneguda com a Barcelona 1902, és una pintura a l'oli d'estil realista de grans dimensions realitzada per Ramon Casas entre 1899 i 1902 a Barcelona. Representa l'ambient de tensió social de final del segle XIX a la Barcelona de la revolució industrial.

Marx i Friedrich Engels escriuen al Manifest Comunista: "La història (escrita) de totes les societats existents fins ara és la història de la lluita de classes". La paraula dins del parèntesi reflecteix la nota al peu de pàgina que Engels va afegir més tard, posant de manifest que van existir societats abans d'haver-hi classes socials. El mateix Marx diria respecte a la lluita classes, en una carta a Joseph Weydemeyer escrita l'any 1852, que no era un descobriment que hagués fet ell i que alguns burgesos, historiadors i economistes ja la coneixien i l'havien exposat; que ell només hi havia afegit el punt de vista del proletariat i les seves pròpies idees i filosofia.  A la fi, doncs, per a Marx, en el futur el capitalisme serà reemplaçat per una societat sense classes. Això no volia dir que desapareguessin totes les desigualtats entre els individus, sinó que la societat no estaria dividida entre una petita classe que monopolitza el poder econòmic i polític i una gran massa de persones que tot just es beneficien de la riquesa que genera el seu treball. El sistema econòmic passaria a ser de propietat comunal i s'establiria una societat més igualitària.
La noció de Marx de la classe no té res a veure amb les castes hereditàries, ni són exactament les classes socials en el sentit sociològic popular de classe alta, mitjana i baixa; que generalment són definides en termes d'ingressos o de riquesa. En comptes d'això, Marx descriu una classe econòmica: el fet de pertànyer a una classe es defineix per la relació amb els mitjans de producció. En l'extrem teòric, Marx parla de dues classes, el proletariat i la burgesia. Si bé la lluita de classes no va tenir lloc només entre dues classes: Marx va distingir entre quatre i set classes segons les seves obres, tot i que sempre es podien distribuir en dos grups, un formant la classe dominant, l'altre les classes dominades que els moviments sindicalistes i revolucionaris havien de reunir al voltant d'una consciència comuna dels seus interessos. A més, la lluita de classes no sempre es produeix entre la classe dominant i la classe dominada, sinó que pot tenir lloc entre dues classes dominants per establir la supremacia sobre les classes dominades. Per això, Marx descriu el moment històric de la Revolució Francesa com una revolució burgesa on la burgesia ha derrocat la noblesa i el clergat per establir la seva dominació sobre les classes treballadores.
Aquesta lluita abastaria tots els àmbits de la vida social, econòmica, política i ideològica i seria un motor a l'evolució social, i per tant de la història. L’evolució és, en essència, la conseqüència de l’evolució de les forces productives. El reflex de l’evolució en els fets històrics és la lluita de classes. El manifest comunista (1848) diu: “La història de tota societat fins avui és la història de la lluita de classes”.
El capitalisme exerciria una pressió per disminuir la part de la producció destinada als proletaris, per tant augmentaria l'explotació dels treballadors i s'empobririen. El moviment obrer, sobretot a través de la lluita sindical, s'esforça per augmentar la part de les riqueses recollides per la classe treballadora establint les seves reivindicacions en el marc del salari. Les conquestes socials de la classe treballadora serveixen per a preservar l'estabilitat de la societat, fins i tot sovint després de grans canvis com els que protagonitzà el govern francès del Front Popular  el 1936.
Per altra banda, la petita burgesia estaria condemnada a proletarizar-se per la seua incapacitat de sostenir la competència amb els capitalistes; la majoria dels seus individus cauran en el proletariat i altres passaran a fer augmentar la classe capitalista. Per Marx, doncs, hi ha les dues classes fonamentals: el proletariat, o sigui, els explotats, i els capitalistes, o sigui, els explotadors. Si no hi ha explotació no es formen classes. Per aquest motiu la societat primitiva no tenia classes, com no en tindrà tampoc la futura societat comunista. La petita burgesia és una classe cridada a desaparèixer.
La lluita de classes finalitzarà quan una revolució proletària mundial condueixi a una societat on, després d'un temps en què la classe dominant sigui la classe treballadora («dictadura del proletariat»), les diferències de classe seran abolides, conduint a una «societat sense classe» i, per tant, a la igualtat. Des d'aquesta perspectiva, si l'organització social fomenta la cohesió del proletariat, llavors les riqueses produïdes podran ser utilitzades per a millorar el destí de la humanitat; la producció podrà respondre exclusivament a una demanda (i no a una necessitat de conquerir mercats), i el poder polític ja no serà un instrument al servei dels capitalistes, sinó l'expressió vertadera d'una democràcia. La revolució comunista cessaria la divisió de la societat en classes. Per assolir aquest objectiu, els marxistes consideren que el proletariat ha d'adquirir una consciència de classe i confiar en la seva capacitat d'organitzar la societat de manera solidària, sense sotmetre's a la classe capitalista. Aquesta visió s'hauria produït diverses vegades al llarg de la història, sobretot durant la Comuna de París (1871) i la Revolució Russa (1917). Amb tot,  amb la revolució del 1917 hi ha opinions dividides entre els diferents corrents marxistes: alguns subratllen que l'anàlisi de Marx sobre el fracàs inevitable d'una revolució  mundial, i altres destaquen que els estats comunistes han creat societats dirigides de manera dictatorial per una burocràcia privilegiada d'apparàtxik; alts càrrecs professionals que amb la caiguda del comunisme s'han convertit en nous capitalistes.

### Lluita de classes segons Edward Palmer Thompson
Edward Palmer Thompson proposa una lectura lligada al Materialisme històric. Per a aquest activista i historiador la lluita de classes és:
a) Una categoria històrica que es refereix a les persones relacionant-se les unes amb les altres per processos socials a través del temps. És quelcom que ha tingut lloc històricament i des d'aquest fet empíricament observable deduïm, usem i teoritzem sobre el concepte. La noció de classe com a categoria estàtica, fins i tot usat com a mesura quantitativa, prové del teoricisme: per exemple, a determinades relacions de producció “corresponen” determinades classes.
b) A falta de conceptes alternatius, es pot usar com categoria històrica heurística, però anacrònica per a societats anteriors al capitalisme –només en aquestes darreres societats el concepte és explícitament present-, sempre que no se separi de la noció de lluita de classes, que és el concepte prioritari, un "procés històric evident i universal".
c) No s'entenen les parts (classes) sense entendre el tot (lluita de classes). És a dir, les classes no són entitats separades preexistents que busquen, troben una altra classe i s'hi enfronten (!!!)... és en aquest procés de lluita de classes –que és alhora econòmic, social, cultural...- on es descobreixen a si mateixes com a classe (consciència de classe): "Classe i consciència de classe són l'últim i no el primer graó d'un procés històric real". La concepció estàtica en canvi pressuposa que la classe existeix prèviament i d'aquí en deriva la lluita de classes.
d) les classes no estan exemptes de determinacions objectives i són formacions tant econòmiques com culturals, no es pot donar prioritat teòrica a un aspecte sobre l'altre:
"Les classes succeeixen al viure els homes i les dones les seves relacions de producció i a experimentar les seves situacions determinants, dintre del conjunt de relacions socials, amb una cultura i unes expectatives heretades i al modelar aquestes experiències en formes culturals.
e) no es pot partir de cap model base-superestructura o camp primari-camp derivat per a l'explicació de tot plegat: la consciència de classe no és un fet superestructural derivat, no pot existir una classe social sense alguna forma de consciència de si mateixa (la “plebs” del XVIII tenia una noció dels seus drets), la concepció “leninista-platònica” de “falsa consciència” no té sentit històricament: la consciència de qualsevol grup determinat és sempre la que és, no es pot deduir “quina ha de ser” d'una teoria ideal.
f) No es tracta que la lluita de classes sigui el "motor" o la "força impulsora de la història" –el substitut de La Idea de Hegel o l'alè vital dels escolàstics medievals-: 
"la lluita de classes és el procés (o una part del mateix) i les classes en són el cos (o una part del mateix). Vista així la història és el seu propi motor".
És en aquest sentit que l'esmentada i coneguda frase inicial del Manifest Comunista pren tota la seva dimensió.